# Francisco Cirujeda
Francisco de Asís Cirujeda y Cirujeda (Mogente, 7 de julio de 1853-Madrid, 1 de mayo de 1920) fue un militar, político y farmacéutico español, I marqués de Punta Brava.

## Historia
Nació en la localidad valenciana de Mogente el 7 de julio de 1853 en el seno de una noble familia valenciana de origen aragonés. Hizo los estudios de farmacia y unos años después ingresó en el ejército. Siendo comandante marchó a la guerra de Independencia cubana. Fue ascendido a teniente coronel y el batallón que dirigía dio muerte al general revolucionario cubano Antonio Maceo en la Batalla de San Pedro (1896). Por este hecho y por otros méritos se le otorgó el rango de general y el Marquesado de Punta Brava, lugar donde murió Maceo. Desempeñó otros cargos como profesor de la Academia de Infantería de Toledo, consejero de la reina María Cristina, gobernador civil de la provincia de Ilo Ilo en Filipinas y miembro del Tribunal Supremo de Guerra y Marina. Finalmente se instaló en Madrid donde residió hasta su fallecimiento en 1920.
Posee calles con su nombre en Mogente, Vallada, Madrid y Gijón. Tuvo catorce hijos, muchos de ellos militares, entre los cuales se encuentran el general Fernando Cirugeda Gayoso (cofundador de la legión), Alfonso Cirugeda Gayoso (capitán de asalto detenido en el cuartel de la Montaña y fusilado en Rivas-Vaciamadrid), Jesús Cirugeda Gayoso (coronel y general), el coronel Luis Cirugeda Gayoso y Francisco de Asís Cirugeda Gayoso (geógrafo e ingeniero topógrafo de la confederación hidrográfica del Ebro).